# 大黒流
大黒流（だいこくながれ）は、古くは洲崎町流といい、福岡市博多区の一地域である博多の一部であり豊臣秀吉の「太閤町割り」天正15年（1587年）に由来する流のひとつである。明治初期までは洲崎町流と称しており、名称は大黒天（大国主命・おおくにぬしのみこと）に由来している。毎年5月には博多松囃子、7月には博多祇園山笠の当番を務めている。

## 町割り以来の流
昭和41年（1966年）の町名町界改変まで、大黒流の町々は、上鰯町（上い）、下鰮町（下い）、上洲崎町（上す）、下洲崎町（下す）、上対馬小路（上つ）、中対馬小路（中つ）、下対馬小路（下つ）、下対馬小路大下（大下、おおじも）、古門戸町（古）、妙楽寺町（妙）、倉所町（倉所）、川端町（川端）、麹屋町（麹屋）、寿通（寿）、下新川端町（下新）、東下新川端町（東下新）の16町と、戦後妙楽寺町と一体となった妙楽寺新町と、同じく戦後住居軒数の大幅な減少のため町内を持たなかった橋口町、掛町であった。

## 現在の流
昭和41年（1966年）には、町界が背割り方式からブロック方式に改められたため、須崎町3町（一区、二区、三区）、対馬小路1町、古門戸町2町（一区、二区）、下川端町4町（川端町、麹屋町、寿通、下新川端町）、上川端町1町（川端中央街）の11町体制となり、昭和61年（1986年）の町名町界改変の際に、流から脱落していた旧倉所町浜側が対馬小路二区として復帰したことで12町体制となった。このとき、従来の対馬小路は対馬小路一区とされた。
現在の12町の名称、略称、水法被の柄（＃：久留米絣）、当番法被の柄、及び旧町との関係は以下のとおりである。
- 須崎町一区（すノ一）（す（紺地）（須一））：上い、下いの岡側一部、上す、下すの岡側一部、上つの東側半部、中つの東側半部、橋口
- 須崎町二区（すノ二）（い）（市松模様）：下いの大部
- 須崎町三区（すノ三）（す）（太縞と細縞の組合せ）：下すの浜側大部、下つの東側半部、中つの一部、下いの一部
- 対馬小路一区（つノ一）（つ）（対の正字体）：大下、下つの一部、倉所の一部、西方寺町の一部
- 対馬小路二区（つノ二）（つ（上記より小さめ））（ツマ二）：倉所の浜側半部、西方寺町の一部
- 古門戸町一区（古ノ一）（古（かすれこ））（綱の柄）：古、妙の横町から丘側半部、妙楽寺新町、上つの東側半部、中つの東側半部
- 古門戸町二区（古ノ二）（古（上記と違う書体））（古二）：妙の浜側半部、倉所の岡側半部、上つの東側半部
- 川端町（川端）（縦縞＃）（左同）：旧町のとおり
- 麹屋番（麹屋）（麹）（縦縞に瓢箪）：旧町のとおり
- 寿通（寿）（寿）（格子縞に寿）：旧町のとおり
- 下新川端町（下新）（袖若）（市松模様、白の部分に縦縞）：旧町のとおり
- 川端中央街（川中）（川）（川と中を合成）：東下新、川口町の一部

## 流の行事
大黒流の主な行事として以下のものがある。
- 5月3日 - 4日：博多松囃子（博多どんたく）
- 7月1日 - 15日早朝：博多祇園山笠

### 松囃子当番
大黒流は、毎年5月には松囃子当番を務める。

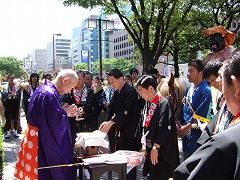
東長寺を訪れお祝いを述べる大黒流

松囃子では、当番町町総代が「当番町代表」、受取町（翌年の当番町）の町総代を含む7名の町総代が松囃子委員を務める。
福神、恵比須、大黒の三福神、及び稚児は、2日間に亘って福博の町を巡り、家々を祝う。
お祝いを受けた家は、一束一本（半紙の一束と扇子一本）を渡し、祝いのお礼とする。これは一介の町家であっても大企業であっても同じものを御礼とする。

#### 松囃子の日程
松囃子行事の主な日程は次の通りである。
- 2月中 松囃子委員寄
- 4月中 町総代寄
- 5月1日 傘鉾御神入 当番町にて。町総代12名、当番町中、絵師。
- 5月3日 松囃子行事催行
櫛田神社ー博多町中ー博多駅方面ー若八幡宮ー承天寺ー東長寺ー聖福寺ー博多小学校 昼食 どんたくパレードー中洲ーベイサイド・港まつり本部ー福岡県庁ー福岡県警察本部ー崇福寺ー千代町ー西門橋を渡り魚町筋を通り呉服町にて解散。当番町に帰り、町総代は当番町で直会。
- 5月4日 松囃子行事催行
櫛田神社ー博多町中ー長浜ー天神町ー新天町ー大名町ー城内ー護国神社 昼食休憩 国体道路を通り、天神町ー福岡市役所ー渡辺通一丁目方面ー中洲ー冷泉公園にて解散。当番町に帰る。当番町にて手を入れ解散、各町に帰る。

催行にあたっては、福神流が先頭を務め、恵比須流がこれに続き、大黒流が殿を務める。稚児流は別行程となる。

#### 大黒天の言い立て

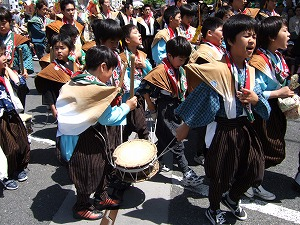
太鼓を鳴らしながら言い立てを謡う流の子供たち

松囃子においては、子供たちが太鼓を叩きながら言い立てを謡う。
いかにそうたん とみのが山に

花が咲いた 見よがし
げいりぎっと 見たれば
黄金花が咲いたよ
めんたよ かろよ
まことに めんたかりけりゃ まこと めんたかろよ
今年の稲は 燕がすくうて
七穂で八升搗きゃ 八穂で ここな廻わいた
廻わいたな でいじか

あら やっさ やっさ やっさ

#### 傘鉾
傘鉾は、神の依代となる「だし」を頂に、傘には6枚の「垂れ」を下げる。
「垂れ」には羽二重を用い、水墨画等が揮毫される。
近年は、「流」で1本、当番町で1本、博多松囃子振興会製作の古式傘鉾1本と合計3本の傘鉾を奉納している。

#### 大黒天

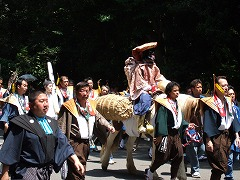
城内を護国神社へと向かう大黒天（平成17年）

大黒天面は、4面あり、うち2面は無名、年代不詳である。明治13年製作の大黒天面を長年使用していたが、平成27年、中村信喬人形師製作の大黒天面を新調し、現在ではこの面を使用している。もう1面は、明治24年製作のものであるが、「この御面は喧嘩面にして使用せず」の紙片と共に箱に収めてある。大黒天面はすべて櫛田神社宝物庫に保管されている。
大黒天に扮する人は大黒天独特の衣装を身に着け、右手には打ち出の小槌を持ち乗馬する。近年は乗馬倶楽部所属の専門家に依頼している。
大黒天は、訪れた家々で、打ち出の小槌を打ち振りお祝いをする。

### 山笠当番
大黒流は、5月の松囃子同様、毎年7月には山笠当番を務める。

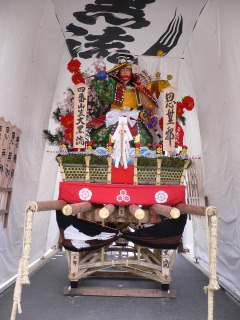
平成十七年 四番山笠 標題 「思無邪」（置鮎正弘製作）

山笠では、当番町町総代が「総務」、受取町（翌年の当番町）の町総代を含む7名の町総代が山笠委員を務める。

#### 山笠
山笠は、まず台を組み立て、その台に6本の棒を綱で締める。締めあがれば枝折を乗せ「から山」が出来上がる。棒〆が終われば試し舁きを行う。「から山」に人形を上げ、枝折の四方を杉壁（杉垣）で囲う。人形の周囲は「岩」「波」などを飾り、牡丹の造花を飾る。人形の後方は、二引き旗を竹に結わえて立て、松を飾る。杉壁に取り付けられた笛竹に左巻を巻きつけ、見送り左右にシナエ（台差し旗）を挿す。奇数番山笠の当番の時には、人形後方に「さしもん」を掲げる。据え山笠の時、幕、シナエは赤となり、シナエには町総代、取締の個人名が入る。舁山笠の時には幕、シナエ共に青（浅葱）となり、シナエは大黒流名となる。

#### 山笠人形
山笠人形の題材は当番町が案を出し、町総代寄で決定の後、博多人形師が製作する。以前は山笠自体の高さが3.5mほどに制限されていたが、年々高さが緩和され、現在は4.5mとなった。このため、等身大立ち姿の人形を飾ることが多くなっている。昭和40年代までは置鮎與市が、平成末期までは置鮎正弘または置鮎琢磨が製作していた。現在は、置鮎正弘から西山陽一へと受け継がれている。

#### 山笠役員
山笠役員は以下の通りである。
- 町総代（ちょうそうだい）：町の代表 山笠運営の責任者 各町1名
- 取締（とりしまり）：山笠の責任者 各町1名
- 赤手拭（あかてのごい）：取締の補佐 各町若干名

#### 山笠行事
6月には以下のような行事が行われる。
- 山笠委員寄
- 取締初寄
- 町総代寄
- 棒洗い神事 櫛田神社浜宮にて催行。
- 小屋入り 各町町総代、当番町、山笠大工、人形師が参加する神事。

また、中旬には山笠小屋が建てられ、山笠台の組み立ても始まる。
7月の行事は以下の通りである。
- 7月1日 早朝 〆卸し（注連卸し：しめおろし）
- 7月1日 昼 朔日寄（ついたちより）山笠役員総会であり、舁き出し時間、舁き廻り順路等を審議し、決定する。
- 7月1日 夕刻 当番町お汐井取り
- 7月3日前後 棒〆（ぼうじめ） 当番町及び他の11町の取締とで行う。
- 7月5日前後 御神入れ 各町町総代、当番町、人形師、山笠大工が参加する神事。
- 7月9日 夕刻 お汐井取り
- 7月10日 17時 流舁（ながれがき） 流内を舁き廻る。
- 7月10日 流舁終了後 町総代寄、取締寄
- 7月11日 早朝 朝山ご祝儀 町総代は年寄り帷子姿
- 7月11日 5時 朝山 流舁と同じ順路 10日の流舁、もしくはこの朝、杉壁内に子供を上げる。午後町総代は山ほめを行なっていたが、平成26年から取りやめとなった。11日行事過多のため。
- 7月11日 17時 他流舁 櫛田入りの後、他流を舁き廻る。近年は11日午後より杉壁を引き、台上りが枝折に腰掛るようにすることが多い。
- 7月11日 他流舁終了後、追善山、功労山。
- 7月12日 追山馴し 15時59分一番山笠櫛田入り。
- 7月12日 追山馴し終了後 町総代寄、取締寄、赤手拭祝儀。
- 7月13日 集団山見せ 15時30分一番山笠出発。
- 7月13日 平成21年まで、集団山見せ終了後、追善山 功労山を行なっていたが、平成22年から7月11日に行うようになった。集団山見せ行事終了後、各種行事を行うため。
- 7月14日 17時 流舁 10日の流舁と同じ順路。
- 7月15日 追山 4時59分一番山笠櫛田入り

#### 追善山
流内における前年より山笠前までの物故者の追善を行う。町総代、取締を務めた者が亡くなった場合は、故人の自宅前に祭壇を飾り、遺族と町内で追善を受ける。それ以外の者の場合は、遺族が遺影位牌を当番町に持ち寄り、功労山として合同追善を行う。このときは遺族と12名の取締とで追善を受ける。

### 世話当番町
終戦までは、概ね1町で当番を引き受けていたが、戦後は、流当番と称して流全体で当番を務めている。現在の当番町は正式には「世話当番町」であり、本来の当番町ではない。

### 山笠見物
7月10日より、舁山笠行事が始まる。11日他流舁、13日集団山見せの帰路では、櫛田入りを行う。両日とも、桟敷席は無料開放されており、近年、多数の見物客で賑わっている。

## 甲子講
流の運営は、12町の町総代で行われている。松囃子、山笠毎に「町総代寄り」が行われるが、行事以外の時期には、「甲子講」として12名の町総代が寄り（甲子会（きのえねえ））を催し、流全般の運営を合議によって行っている。「甲子会」は、本来甲子の日に催されていたのであるが、現在は1月、5月、9月の子の日に催されている。ここ数年、子の日より甲の日に行われていることがほとんどである。また、12月に行われている甲子講の忘年会では決議等はなされていなかったが、博多祇園山笠振興会の会計年度変更によりこの席でも委員の割り振りなどの決議がなされるので、これも甲子会といえる。

## 関連団体
- 博多松囃子振興会
- 博多祇園山笠振興会